# O-Zone
 Denne artikel omhandler den moldoviske musikgruppe. For luftarten ozon, se Ozon.
O-Zone var et moldovisk popband dannet i 1998 af Dan Bălan, Radu Sîrbu & Arsenie Todiraș.
Gruppen debuterede i 1999 med albummet Dar, Unde Ești..., men fik først international opmærksomhed da den i 2004 udgav singlen "Dragostea Din Tei", der blev årets store sommerhit. "Despre tine" fik også succes, men i 2005 valgte gruppens medlemmer at gå fra hinanden.[kilde mangler]

## Diskografi

### Albums
| Titel                                                                             | Albumdetaljer | Højeste hitlisteplacering | Højeste hitlisteplacering | Højeste hitlisteplacering | Højeste hitlisteplacering | Højeste hitlisteplacering | Højeste hitlisteplacering | Højeste hitlisteplacering | Højeste hitlisteplacering | Højeste hitlisteplacering | Højeste hitlisteplacering | Salgstal      | Certificering                                                                      |
| Titel                                                                             | Albumdetaljer | AUT                       | BEL (WA)                  | DEN                       | FIN                       | FRA                       | GER                       | JPN                       | NOR                       | POR                       | SWI                       | Salgstal      | Certificering                                                                      |
| --------------------------------------------------------------------------------- | --- | ------------------------- | ------------------------- | ------------------------- | ------------------------- | ------------------------- | ------------------------- | ------------------------- | ------------------------- | ------------------------- | ------------------------- | ------------- | ---------------------------------------------------------------------------------- |
| Dar, Unde Ești...                                                                 | - Udgivet: 2 September 1999 - Label: Media Services - Format: CD | —                         | —                         | —                         | —                         | —                         | —                         | —                         | —                         | —                         | —                         |               |                                                                                    |
| Number 1                                                                          | - Udgivet: 17 August 2002 - Label: Media Services - Format: CD | —                         | —                         | —                         | —                         | —                         | —                         | —                         | —                         | —                         | —                         |               |                                                                                    |
| DiscO-Zone                                                                        | - Udgivet: 6 June 2004 - Label: Cat Music (Romania) Ultra Music (United States) Universal Music (Germany) Jive Records (United Kingdom/Europe) - Formats: CD, digital download | 15                        | 3                         | 9                         | 3                         | 15                        | 16                        | 1                         | 3                         | 1                         | 7                         | - FIN: 26,832 | - AFP: Platinum - IFPI FIN: Gold - IFPI SWI: Gold - RIAJ: 3× Platinum - SNEP: Gold |
| "—" denotes a recording that did not chart or was not released in that territory. | |                           |                           |                           |                           |                           |                           |                           |                           |                           |                           |               |                                                                                    |

### Singler
| Titel                                                                             | År   | Højeste hitlisteplacering | Højeste hitlisteplacering | Højeste hitlisteplacering | Højeste hitlisteplacering | Højeste hitlisteplacering | Højeste hitlisteplacering | Højeste hitlisteplacering | Højeste hitlisteplacering | Højeste hitlisteplacering | Højeste hitlisteplacering | Certificering | Album                   |
| Titel                                                                             | År   | AUT                       | BEL (WA)                  | DEN                       | FRA                       | GER                       | NLD                       | NOR                       | SWE                       | SWI                       | UK                        | Certificering | Album                   |
| --------------------------------------------------------------------------------- | ---- | ------------------------- | ------------------------- | ------------------------- | ------------------------- | ------------------------- | ------------------------- | ------------------------- | ------------------------- | ------------------------- | ------------------------- | --- | ----------------------- |
| "Numai Tu"                                                                        | 2002 | —                         | —                         | —                         | —                         | —                         | —                         | —                         | —                         | —                         | —                         | | Number 1                |
| "Despre Tine"                                                                     | 2002 | 4                         | 9                         | 4                         | 2                         | 9                         | 27                        | 1                         | 7                         | 9                         | —                         | - SNEP: Gold | Number 1 and DiscO-Zone |
| "Dragostea Din Tei"                                                               | 2003 | 1                         | 1                         | 1                         | 1                         | 1                         | 1                         | 1                         | 3                         | 1                         | 3                         | - BEA: 2× Platinum - BPI: Gold - BVMI: 2× Platinum - IFPI AUT: Platinum - IFPI DEN: Gold - IFPI SWE: Gold - IFPI SWI: Platinum - NVPI: Platinum - SNEP: Diamond | DiscO-Zone              |
| "De Ce Plâng Chitarele"                                                           | 2004 | —                         | —                         | —                         | 17                        | —                         | —                         | —                         | —                         | —                         | —                         | | DiscO-Zone              |
| "—" denotes a recording that did not chart or was not released in that territory. |      |                           |                           |                           |                           |                           |                           |                           |                           |                           |                           | |                         |

### Andre singler
| År                                                             | Single            | JAP | FRA |
| -------------------------------------------------------------- | ----------------- | --- | --- |
| 2005                                                           | "Koi no Maiahi"   | 72  | -   |
| 2005                                                           | "Love Me Love Me" | -   | -   |
| 2005                                                           | "Megamix"         | -   | 25  |
| "—" denotes releases that were not released in that territory. |                   |     |     |